# 바고도
버고도(버마어: ပဲခူးတိုင်းဒေသကြီး 버고 따잉데따찌)는 미얀마 중남부에 위치하는 행정 구역이다. 북쪽으로 머궤도와 만덜레도, 동쪽으로 꺼인주, 몬주와 마르타반만, 남쪽으로 얀군도, 서쪽으로 에야워디도, 여카잉주와 접한다. 

## 역사
전설에 따르면 573년에 따툰에서 온 몬족이 버고를 세웠다. 그러나 도시에 대한 최초의 기록은 850년경에 아랍인 지리학자 이븐 수르다베가 남겼다. 이 무렵에 몬족은 수도를 따툰으로 옮겼다. 1056년에 버간 왕조의 버마족이 이 지역을 지배하게 된다. 1287년에 몽골족이 바간을 붕괴한 후에 몬족은 독립을 되찾게 되었다. 
1356~1539년까지 한타와디는 현재의 저지 미얀마 지역 전체를 지배한 홍사웨띠왕국의 수도였다. 1539년에 따웅우 왕조의 더빈슈웨티왕 때 이 지역을 다시 지배하였다. 따웅우의 왕들은 1539~1599년까지 버고를 왕국의 수도로 삼고 시암 침공의 전초기지로 삼았다. 도시는 중요한 항구였기 때문에 유럽인들이 자주 방문했다. 버마족의 수도는 1634년에 어와로 이전되었다. 1740년에 몬족은 반란을 일으켜 잠시 독립을 되찾았으나, 버마족 왕 얼라웅퍼야는 이를 진압하고 1757년에 도시를 완전히 파괴했다. 
보도퍼야왕은 버고를 재건하였으나 강의 유로 변화로 도시는 바다와 분리되었다. 이후 결코 예전만큼의 중요성을 얻지 못했다. 제2차 영국-미얀마 전쟁 후에, 1852년, 버고는 영국에 병합되었다. 1862년에 영국령 버마의 한 주가 되면서 수도는 얀군으로 이전되었다.

## 주요 도시
- 버고
- 따웅우
- 삐

## 행정 구역
4개의 군으로 구성된다. 
- 버고군
- 삐군
- 따웅우군
- 따야워디군

## 인구
버고도의 인구는 510만 명(2007)이고 버마족, 꺼인족, 몬족, 친족, 여카잉족, 샨족, 인도인, 중국인 등이 산다. 주민의 대다수는 불교도이다. 버마어가 가장 널리 쓰인다. 

## 경제
도의 경제는 목재 교역에 크게 의존한다. 버고도 북쪽 끝의 따웅우는 산맥과 접하고 있어 티크나무 등의 활엽수가 많다. 다른 천연 자원으로는 석유가 있다. 주요 작물은 쌀로 전체 경작지의 3분의 2 이상을 차지한다. 다른 주요 작물로는 옥수수, 땅콩, 참깨, 해바라기, 콩, 면화, 황마, 고무, 담배, 타피오카, 바나나, 니파야자가 있다. 산업으로는 어업, 제염업, 요업, 제당업, 제지업 및 합판, 증류주 등이 있다. 
버고도는 양곤에서 일일 관광을 즐길 수 있는 주요 관광지이다. 

## 교육
- 삐대학교
- 삐기술대학교
- 따웅우대학교

## 교통
- 삐공항